# 덕양군 일가 묘역
덕양군 일가 묘역은 조선중기의 왕족으로 중종의 여섯번째 아들 덕양군 이기(德陽君 李岐)와 그의 일가족의 묘소이다. 덕양군 이기의 묘소를 경기도 광주군 낙생면 와동리, 후일의 성남시 분당구 궁내동 산17-1번지, 청계산 자락에 조성하면서 묘역이 조성되었고, 그의 묘소 뒤편 왼쪽으로 후손들의 묘역이 조성되었다.

## 개요
덕양군 이기와 영가부부인 안동권씨의 묘를 경기도 광주군 낙생면 와동리(瓦洞里) 청계산 유좌(酉坐)에 쌍분으로 조성하면서 뒤이어 조성되었다. 광주군 낙생면 와동리는 후일 성남시 궁내동으로 지명이 바뀌었다.
덕양군 묘소 뒤쪽, 산 북쪽 방향 중간 언덕에 후손들의 묘소가 조성되었다. 또한 덕양군의  묘소 남동쪽 산 언덕에는 20세기 이후 그의 양어머니 숙의김씨(淑儀金氏), 친어머니 숙의이씨(淑儀李氏)의 묘소도 이장되었다. 
원래 경기도 고양군 혹은 한성부  연서(延曙)에 매장된 중종의 후궁 숙의김씨의 묘소는 1965년 덕양군 묘 남동쪽 언덕으로 이장해 왔다. 숙의김씨는 일찍 어머니를 잃고 혼자된 덕양군을 중종의 명으로 맡아서 잘 양육하였다. 덕양군의 친어머니 숙의이씨의 묘는 서울시 도봉구 수유동에 있다가, 1981년 숙의김씨 묘 뒤쪽, 덕양군 묘 건너편 언덕으로 이장해 왔다.
덕양군과 영가군부인 권씨 묘소를 기준으로 묘소 남동쪽에 덕양군의 사당 정희사(靖僖祠)가 있고, 정희사 건너편에는 숙의김씨의 묘가 있다. 덕양군 내외의 묘소 건너편에는 숙의이씨의 묘소가 있다. 덕양군 묘 바로 뒤에는 손자 구성도정 이첨(龜城都正 李瞻)의 묘가 있다.
덕양군의 묘 북서쪽 방향 바로 앞에는 손자 귀천군 이수(龜川君 李晬) 묘와 신도비, 귀천군 묘 바로 옆에는  증손 봉래군 이형윤(蓬萊君 李炯胤) 묘와 묘갈, 이형윤 묘에서 북쪽으로 올라가면 덕양군의 또다른 손자 봉산군 이형신(蓬山君 李炯信)의 묘가 있고, 이형신 묘 왼쪽 위편, 봉래군 묘에서 100m 지점 위에는 덕양군의 4대손으로 충좌위부사과를 지낸 이숙(李塾)의 묘가 동남향으로 있다.
이 중 봉래군 이형윤의 묘소는 1900년 선원보략 편찬 당시에는 판교에 있었으나, 어느 시점에 덕양군 일가 묘역 경내로 이장해왔다.
덕양군 일가 묘역 근처 판교에는 아들 풍산군 이종린(豊山君 李宗麟)의 묘가, 동원동에는 덕양군의 8대손 이순제(李舜濟)와 이순제의 후손들 묘역이 따로 조성돼 있다. 궁내동 산 17-1번지 덕양군 일가 묘역은 경기도 기념물로 지정되었는데, 그 중 귀천군 이수의 묘소가 문화유산으로서의 가치가 높다 하여 경기도 기념물로 지정됐다.

## 관련 항목
- 덕양군
- 숙의 이씨 (중종)
- 숙의 김씨 (중종)
- 청계산